# Ginals
Ginals (okzitanisch: Ginalhs) ist eine französische Gemeinde mit 195 Einwohnern (Stand: 1. Januar 2022) im Département Tarn-et-Garonne in der Region Okzitanien (vor 2016: Midi-Pyrénées). Ginals gehört zum Arrondissement Montauban und zum Kanton Quercy-Rouergue (bis 2015: Kanton Saint-Antonin-Noble-Val). Die Einwohner werden Ginalois genannt.

## Geographie
Ginals liegt etwa 45 Kilometer ostnordöstlich vom Stadtzentrum von Montauban am Flüsschen Seye, im Nordosten verläuft die Baye. Umgeben wird Ginals von den Nachbargemeinden Parisot im Norden, Castanet im Norden und Nordosten, Najac im Osten, Verfeil im Süden, Espinas im Westen und Südwesten sowie Caylus im Westen und Nordwesten.

## Bevölkerung
| Jahr      | 1962 | 1968 | 1975 | 1982 | 1990 | 1999 | 2006 | 2013 |
| --------- | ---- | ---- | ---- | ---- | ---- | ---- | ---- | ---- |
| Einwohner | 282  | 266  | 213  | 225  | 163  | 187  | 195  | 203  |

## Sehenswürdigkeiten
- Zisterzienserkloster Notre-Dame de Beaulieu-en-Rouergue, seit 1875/1942 Monument historique

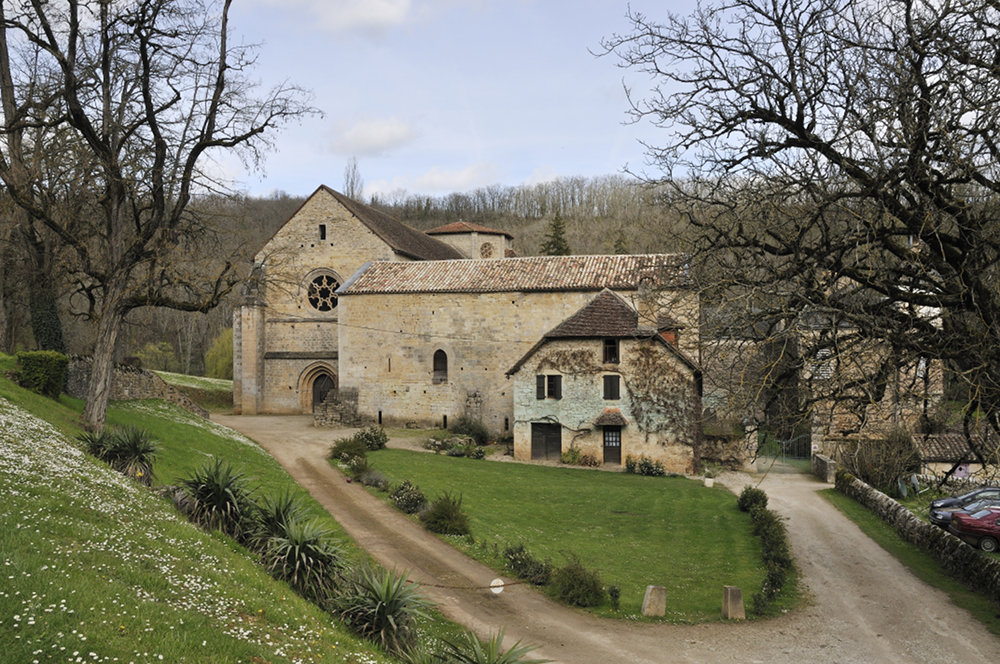
Kloster Beaulieu-en-Rouergue

- Burg Pervinquières